# Monte Santo do Tocantins
Monte Santo do Tocantins est une municipalité brésilienne située dans l'État du Tocantins.